# Vic Groves
Victor George Groves, né le 5 novembre 1932 et mort le 24 janvier 2015, est un footballeur anglais.

## Biographie
Né à Stepney, à Londres, Groves commence sa carrière dans les clubs de Leytonstone et Walthamstow Avenue. Il joue ensuite en tant qu'amateur pour Tottenham Hotspur avant de signer un contrat professionnel avec Leyton Orient en 1954.  En tant qu'attaquant intérieur (ou inter), sa faculté à marquer attire l'attention d'Arsenal qui l'engage en novembre 1955 pour 23 000 £, un chiffre très élevé à l'époque.  Il a marqué lors de ses débuts contre Sheffield United le 12 novembre 1955, lors d'une victoire 2-1 en première division.
Malgré un bon début de saison, Groves a d'abord du mal à répondre aux attentes d'Arsenal. Sa première saison au club est entravée par une blessure, d'abord à un genou et ensuite au dos.  Ce n'est qu'à partir de la saison 1958-1959 qu'il devient indiscutable dans l'équipe. Groves marque dix buts cette saison et forme un duo d'attaque efficace avec David Herd.  La saison suivante, il change de position sur le terrain. Il devient ailier et conserve ce poste jusqu'à la fin de sa carrière. Groves est nommé capitaine d'Arsenal, à la suite du départ de Dave Bowen.  Sa carrière à Arsenal est cependant continuellement gênée par des blessures. Il est toutefois sélectionné dans le Londres XI, une équipe rassemblant les meilleurs joueurs de différents clubs londoniens, qui joue contre Barcelone lors de la  finale de la première Coupe des Villes Foires en 1958.
Groves perd sa place dans l'équipe première d'Arsenal lors de la saison 1961-1962. Il reste au club jusqu'à l'été 1964, lorsqu'il rejoint Canterbury City qui évolue en Southern League.  Au total, il a joué 201 fois pour Arsenal, marquant 37 buts.  Il n'est jamais entré en jeu en sélection nationale, bien qu'il ait été sélectionné dans plusieurs équipes, d'abord dans les catégories de jeunes puis dans l'équipe d'Angleterre amateur.
En parallèle de sa carrière de joueur, Groves dirige un garage à proximité de Blackstock Road, près du terrain d'Arsenal.  Après avoir pris sa retraite, Groves a complètement quitté le monde du football, dirigeant un pub et travaillant dans le secteur des assurances.  Son neveu, Perry Groves, a joué pour Arsenal dans les années 1980 et 1990.